# Martim Gracias
Martim Afonso Pacheco Gracias (Lagos, 27 de Março de 1934 — Portimão, 20 de Fevereiro de 2017), foi um político, professor e arquitecto português. 

## Biografia

### Nascimento
Nasceu em 27 de Março de 1934, na cidade de Lagos.

### Carreira política e profissional
Em 1962, mudou-se para Portimão, para trabalhar como professor do ensino secundário no Liceu Nacional de Portimão, posteriormente renomeado como Escola Secundária Poeta António Aleixo, tendo em 1975 ascendido a presidente do conselho directivo daquele estabelecimento. Também exerceu como arquitecto. Foi o primeiro presidente do município de Portimão após a Revolução de 25 de Abril de 1974, tendo ocupado aquela posição entre 1976 e Dezembro de 1993, pelo Partido Socialista. Os primeiros anos do seu mandato ficaram marcados pelos seus esforços no desenvolvimento do concelho, que nessa altura sofria de grandes deficiências em termos de infraestruturas básicas, como escolas, transportes, saneamento e fornecimento de água. Também foi um dos principais responsáveis pelo crescimento do concelho, tanto na cidade em si como na zona da Praia da Rocha, tendo ordenado a abertura das avenidas V3 e V6, da piscina municipal, e de um novo edifício para o mercado municipal. Presidiu à Assembleia Municipal de Portimão entre 1994 e 2001.
Foi um dos responsáveis pela fundação da Associação de Municípios Portugueses e da Associação de Municípios do Algarve, onde ocupou o posto de presidente da assembleia geral e do conselho de administração. Também foi presidente da Assembleia Distrital de Faro.
Exerceu como deputado da Assembleia da República durante a VII Legislatura, como membro do Partido Socialista, tendo sido eleito pelo círculo de Faro.

### Falecimento e homenagens
Faleceu em 20 de Fevereiro de 2017, em Portimão. No dia seguinte, o corpo ficou em câmara ardente no Salão Nobre da Câmara Municipal de Portimão, enquanto que as cerimónias fúnebres e o enterro no Cemitério de Portimão tiveram lugar em 22 de Fevereiro.
Em 1955, recebeu a medalha de ouro de serviços distintos da autarquia de Portimão. Em 2016, foi homenageado no âmbito das comemorações do 40.º aniversário do poder local.
Na sequência do seu falecimento, a autarquia de Portimão decretou três dias de luto municipal.